# وكيل خاص
الوكيل هو المصطلح المستخدم للنواب ورؤساء الوزراء الفعليين للإمبراطور المغولي في الإدارة المغولية. كان يُعتبر الشخص الأقوى بعد الإمبراطور في إمبراطورية المغول. وكان الوكيل أحد أعلى المناصب في التسلسل الهرمي في الدولة الصفوية، ويشير إلى نائب الملك في الشؤون الإدارية وبعض الشؤون الدينية للمملكة.
بينما في الدولة العثمانية، كان الوزراء يعتبرون "مندوبين مطلقين" (وكالة مطلقة) للسلطان العثماني.